# Standenbühl
Standenbühl là một đô thị thuộc thuộc huyện Donnersberg, Đức. Đô thị Standenbühl có diện tích 1,25 km², dân số thời điểm ngày 31 tháng 12 năm 2006 là 231 người.